# Furie
Furie (título original: Hai Phuong) es una película de acción de Vietnam de 2019 dirigida por Le-Van Kiet y protagonizada por Veronica Ngo. 

## Argumento
Hai Phuong es una experta de las artes marciales Vovinam que vivió antes en la Ciudad Ho Chi Minh como criminal enajenadose con ello además de su familia. Ahora en el presente ella vive con su pequeña hija Mai en el campo en un pueblo y trata de alejarse de esa vida pasada por su hija. Aun así tiene que ganarse su vida allí como cobradora de deudas, un trabajo que no le gusta pero que tiene que hacer por ella y por su hija y que tampoco le gusta a su hija, que, al igula que ella, tiene que soportar los reproches de los demás al respecto.  
Un día, en el mercado, una banda internacional de traficantes de órganos con sede en la Ciudad Ho Chi Minh secuestra a su hija, cosa que no puede evitar, y se la llevan luego para sus propósitos a la ciudad Ho Chi Minh. Cuando Hai Phuong averigua su paradero, ella se va también allí, decidida a salvar a su hija y acabar con los raptores para hacer eso posible. 
En una carrera contrarreloj ella, con la ayuda de sus habilidades de lucha, sus conocimientos sobre el mundo criminal allí y la policía, que está investigando a la banda desde hace años para acabar con ella, ella consigue salvar a su hija y a muchos otros como ella por los pelos y acabar con los miembros de la organización, incluido su líderesa Than Soi. Luego, herida, se recupera de la pesadilla teniendo a su hija a su lado, que ahora también está orgullosa de ella.

## Reparto
- Veronica Ngo - Hai Phuong
- Mai Cát Vi - Mai
- Thanh Nhien Phan - Capitán Vu Trong Luong
- Pham Anh Khoa - Truc
- Kim Long Thach - Huy
- Khanh Ngoc Mai - Ngoc
- Nu Quai - Than Soi

## Producción
La película fue rodada en diferentes localidades de Vietnam.

## Estreno
La obra cinematográfica es la primera película vietnamita que se estrena al mismo tiempo en Vietnam y en Estados Unidos.

## Recepción
La película ha tenido buenas críticas, que la ven como comparable con las buenas películas de acción de Hollywood. También hay que destacar, que, a pesar de tener un estreno limitado en los Estados Unidos, siendo estrenado solo en 14 cinese de ese país, ese filme tuvo aun así la posición número 27 en la taquilla de ese país al comienzo de su estreno, lo que se valoró un resultado positivo al respecto.
Desde entonces Furie es considerado como la película que ha introducido a la industria cinematográfica vietnamita a una era de crecimiento, ya que fue la primera película que tuvo éxito no solo en Vietnam, donde temporalmente incluso rompió todos los récords de taquilla en el país, sino también en el exterior. También causó a que se hiciese una precuela de ella llamada Furies (2022).
Adicionalmente hoy en día la película ha sido valorada en portales cinematográficos y por los críticos profesionales. En IMDb, con aproximadamente 5800 votos registrados, el filme obtiene una media ponderada de 6,3 sobre 10. En cuanto a Rotten Tomatoes, los más de 100 votos registrados allí le dieron una valoración media de 4,1 de 5, mientras que los 22 críticos profesionales registrados allí le dieron una valoración media de 6,4 de 10. También cabe destacar, que en La Vanguardia el 65 % de los usuarios registrados allí le dan una valoración positiva.